# Lista de singles número um na Hot R&B/Hip-Hop Songs em 2012

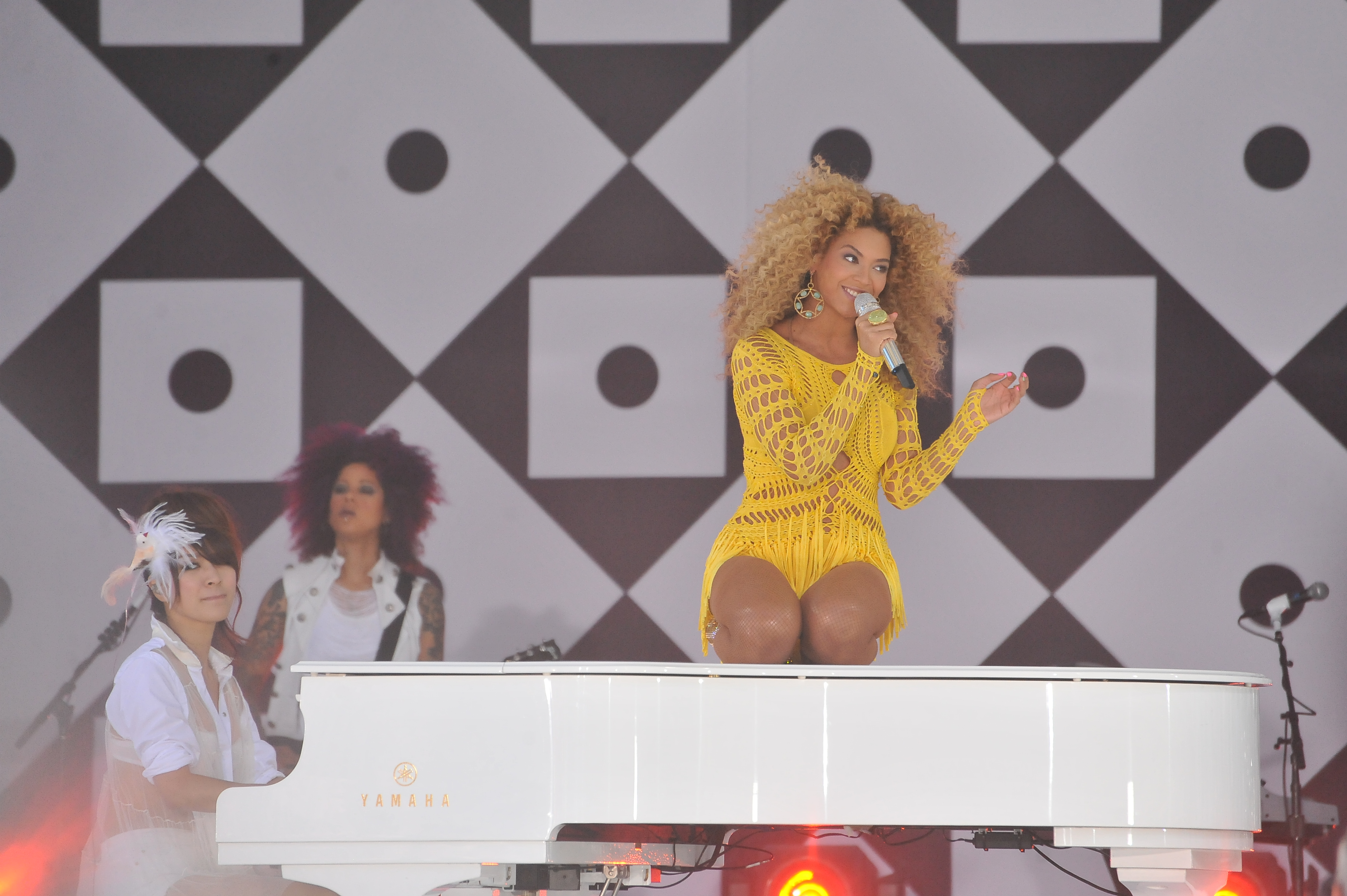
Em 2012, "Love on Top", de Beyoncé, permaneceu no topo da Hot R&B/Hip-Hop Songs por sete semanas consecutivas e foi a canção mais bem-sucedida.

Esta é a lista dos singles número um na Hot R&B/Hip-Hop Songs em 2012. A tabela musical classifica o desempenho de singles dos géneros musicais rhythm and blues (R&B) e hip hop nos Estados Unidos. Publicada semanalmente pela revista Billboard, os dados são recolhidos pelo serviço Nielsen SoundScan, baseando-se em cada venda semanal física e digital, popularidade da canção nas principais estações de rádio e, a partir deste ano, streaming. Em 2012, nove canções alcançaram o topo da Hot R&B/Hip-Hop Songs. Contudo, "Lotus Flower Bomb", do rapper Wale com participação de Miguel, iniciou a sua corrida no topo no ano anterior e foi, portanto, excluído.
O ano abriu com "Make Me Proud", do cantor canadiano Drake com participação de Nicki Minaj, na publicação de 4 de Fevereiro, e terminou com "Diamonds", de Rihanna, a 19 de Janeiro de 2013. 2 Chainz e Pusha T foram os dois únicos artistas que em 2012 posicionaram um single na primeira posição pela primeira vez nas suas carreiras. "Diamonds" foi a música que por mais tempo ocupou a primeira colocação, tendo permanecido na colocação por quatorze semanas consecutivas, três das quais foram em 2013. Outra canção que ocupou o primeiro posto por um tempo longo foi "Climax", de Usher, ocupando a posição por onze semanas não-consecutivas. Com este feito, Usher tornou-se no único artista da história da tabela a colocar duas músicas no topo e estas permanecerem por onze semanas, após "You Make Me Wanna..." (1997). "Love on Top", de Beyoncé, também permaneceu no topo por um tempo longo, sete semanas consecutivas. Além disso, foi canção mais bem-sucedida do ano. "The Motto", single de Drake com participação de Lil Wayne, foi a canção que por menos tempo ocupou o primeiro posto, com apenas duas semanas consecutivas.
Com "Adorn", Miguel conseguiu posicionar uma canção no primeiro lugar da tabela pela terceira vez e pela segunda como um artista principal, após "Sure Thing" (2011) e "Lotus Flower Bomb" (2011). Tendo posicionado três singles no primeiro posto — "Make Me Proud", "The Motto" e "No Lie", sendo creditado como artista convidado no último — Drake foi o artista com mais canções no topo da Hot R&B/Hip-Hop Songs em 2012. Além disso, aumentou o seu total de números uns na tabela para dez, tornando-se no rapper com mais números uns. Usher também aumentou o seu total de números uns para doze.

## Histórico

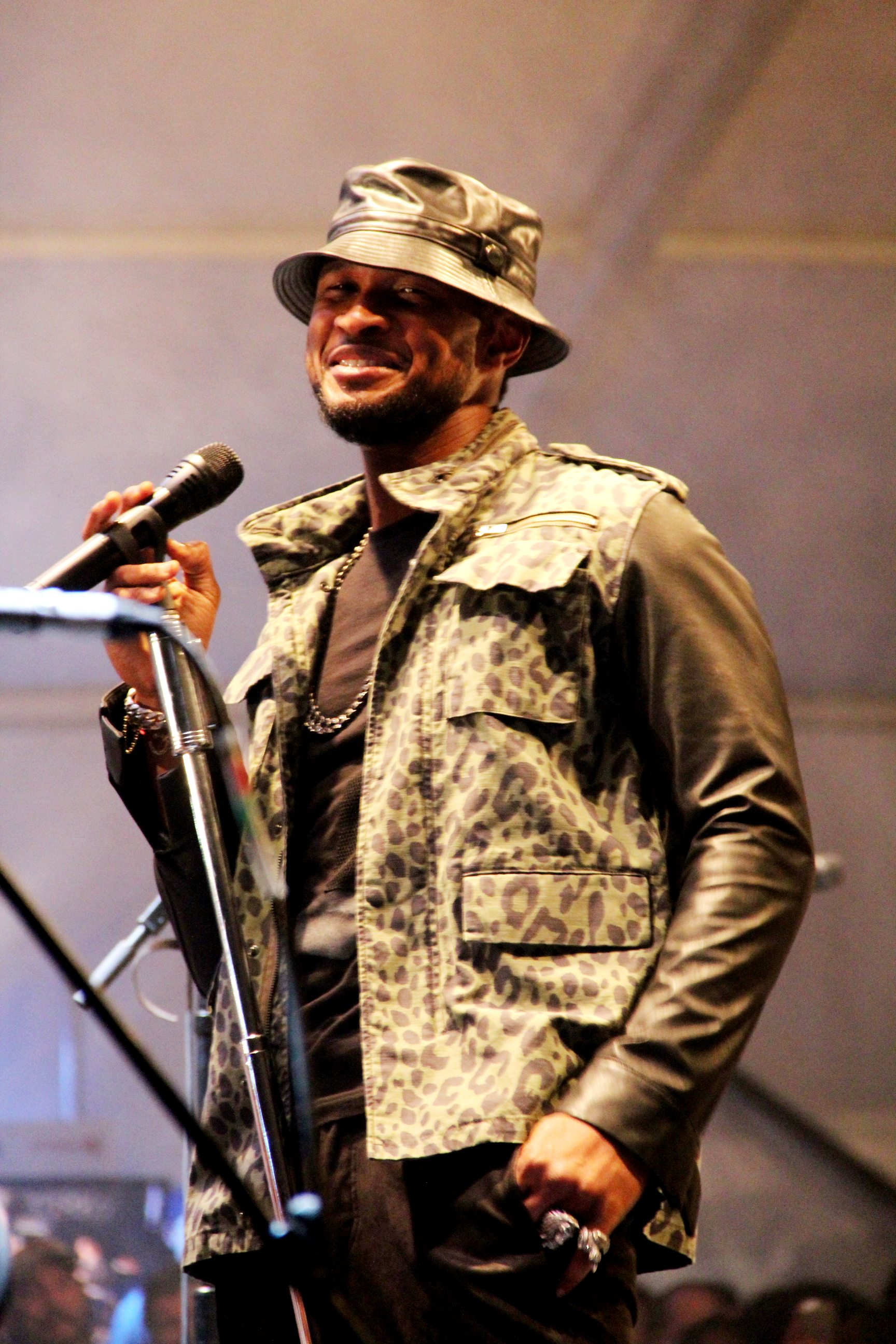
Usher ocupou a primeira posição por onze semanas com "Climax", seu décimo segundo número um na Hot R&B/Hip-Hop Songs. Além disso, tornou-se no único artista a ter dois singles a ocuparem o primeiro posto da tabela por onze semanas.

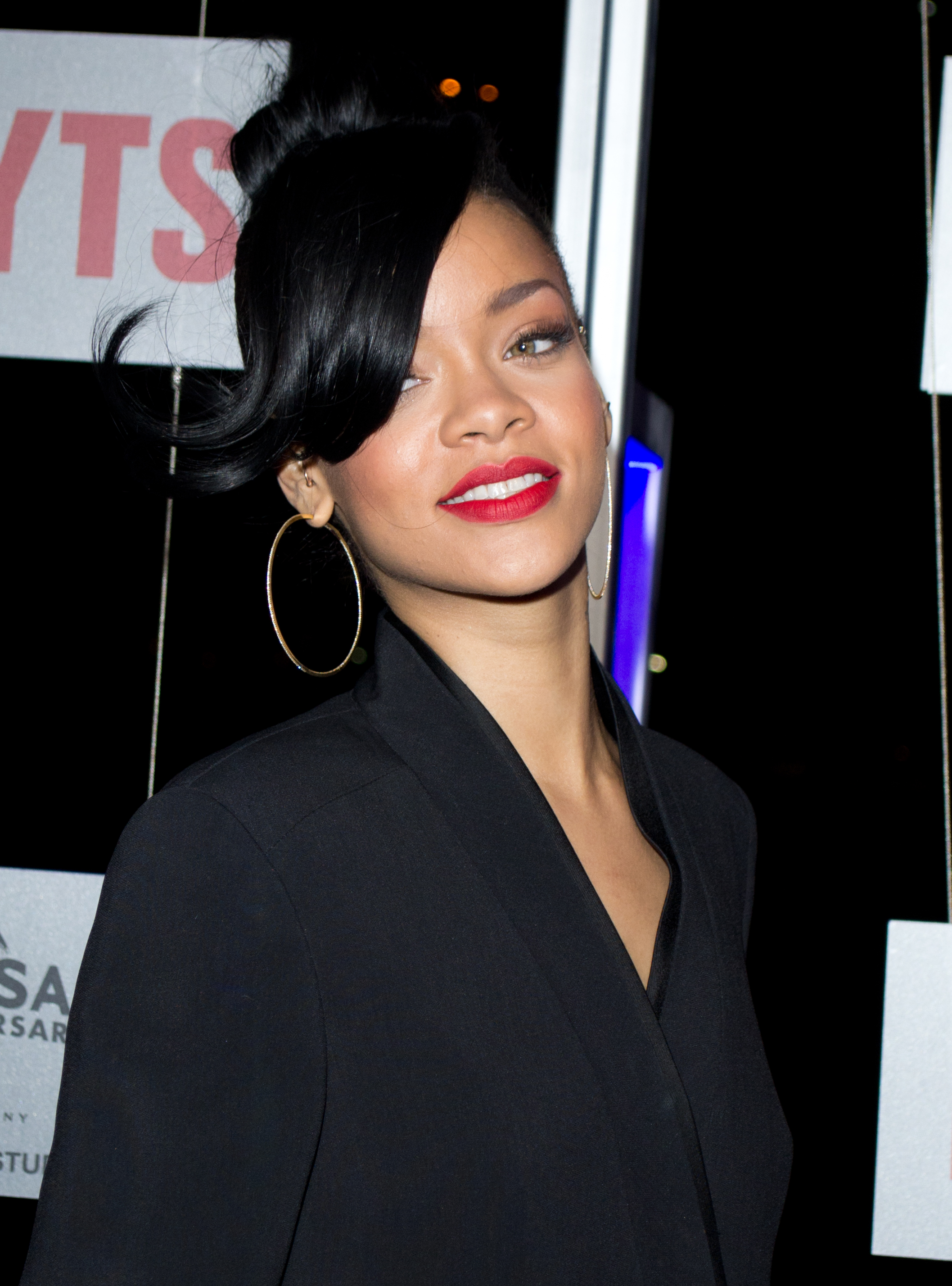
Com quatorze semanas consecutivas, "Diamonds" rendeu à Rihanna a canção que por mais tempo ocupou a primeira posição da tabela em 2012.

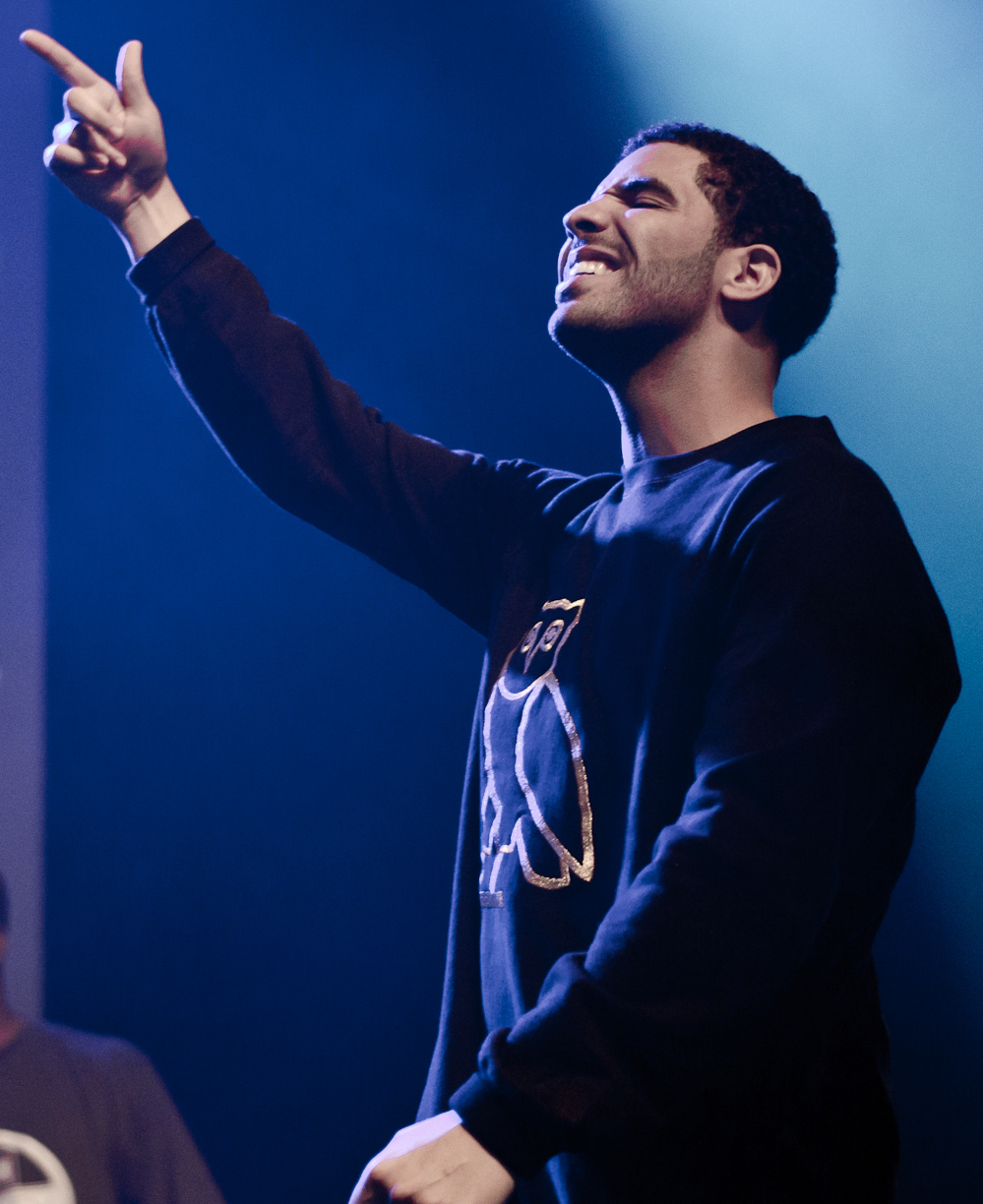
Com "No Lie", Drake tornou-se no rapper com o maior número de singles na primeira posição da Hot R&B/Hip-Hop Songs. Além disso, foi o artista a posicionar mais canções no topo em 2012.

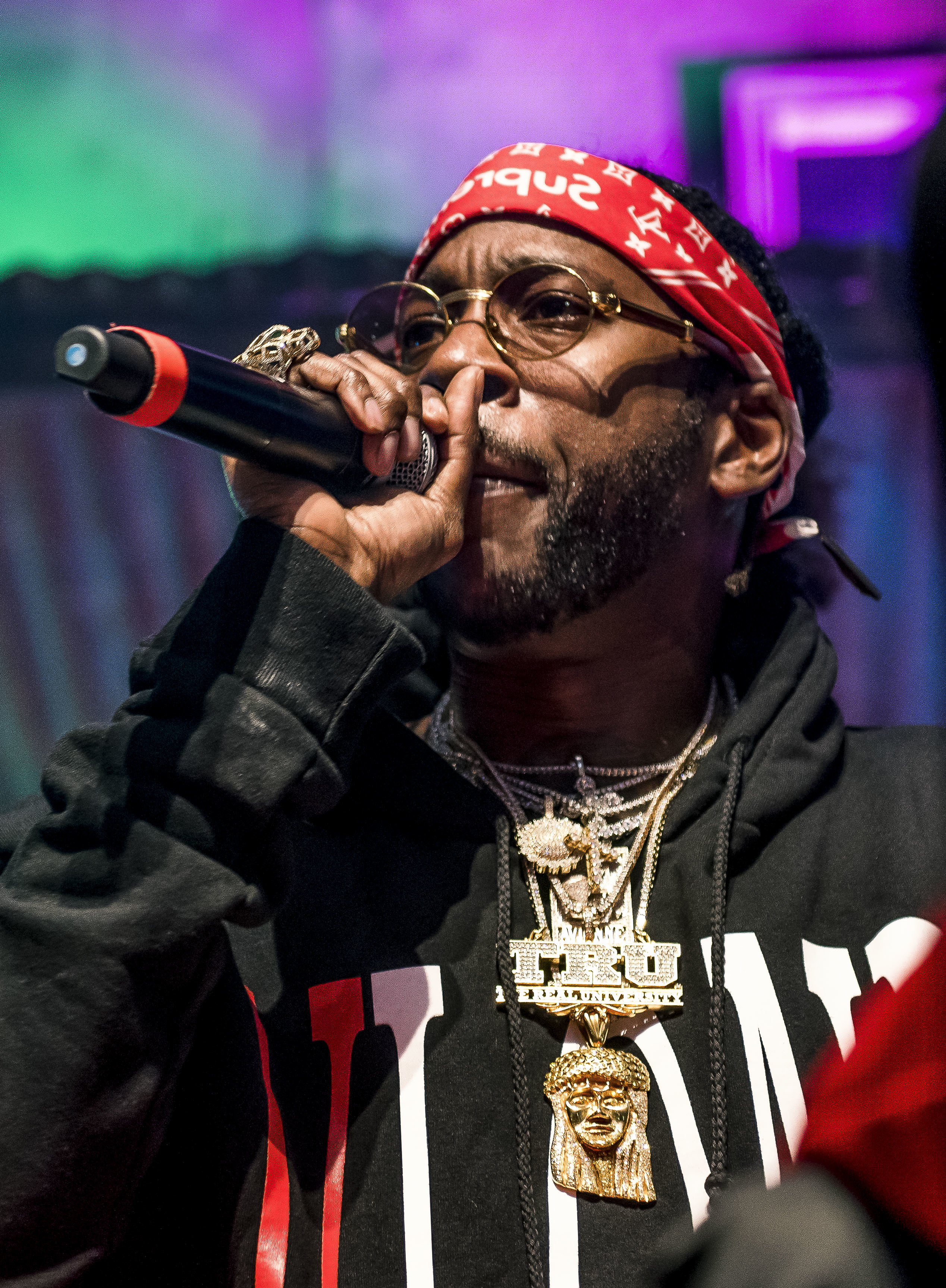
"No Lie" foi o primeiro trabalho do rapper 2 Chainz a alcançar a primeira posição da tabela.

| Data            | Canção              | Artista(s)                                                  | Ref.   |
| --------------- | ------------------- | ----------------------------------------------------------- | ------ |
| 7 de Janeiro    | "Lotus Flower Bomb" | Wale com participação de Miguel                             | [ 12 ] |
| 14 de Janeiro   | "Lotus Flower Bomb" | Wale com participação de Miguel                             | [ 13 ] |
| 21 de Janeiro   | "Lotus Flower Bomb" | Wale com participação de Miguel                             | [ 14 ] |
| 28 de Janeiro   | "Lotus Flower Bomb" | Wale com participação de Miguel                             | [ 15 ] |
| 4 de Fevereiro  | "Make Me Proud"     | Drake com participação de Nicki Minaj                       | [ 16 ] |
| 11 de Fevereiro | "Make Me Proud"     | Drake com participação de Nicki Minaj                       | [ 17 ] |
| 18 de Fevereiro | "Make Me Proud"     | Drake com participação de Nicki Minaj                       | [ 18 ] |
| 25 de Fevereiro | "The Motto"         | Drake com participação de Lil Wayne                         | [ 19 ] |
| 3 de Março      | "The Motto"         | Drake com participação de Lil Wayne                         | [ 20 ] |
| 10 de Março     | "Love on Top"       | Beyoncé                                                     | [ 21 ] |
| 17 de Março     | "Love on Top"       | Beyoncé                                                     | [ 22 ] |
| 24 de Março     | "Love on Top"       | Beyoncé                                                     | [ 23 ] |
| 31 de Março     | "Love on Top"       | Beyoncé                                                     | [ 24 ] |
| 7 de Abril      | "Love on Top"       | Beyoncé                                                     | [ 25 ] |
| 14 de Abril     | "Love on Top"       | Beyoncé                                                     | [ 26 ] |
| 21 de Abril     | "Love on Top"       | Beyoncé                                                     | [ 27 ] |
| 28 de Abril     | "Climax"            | Usher                                                       | [ 28 ] |
| 5 de Maio       | "Climax"            | Usher                                                       | [ 29 ] |
| 12 de Maio      | "Climax"            | Usher                                                       | [ 30 ] |
| 19 de Maio      | "Climax"            | Usher                                                       | [ 31 ] |
| 26 de Maio      | "Climax"            | Usher                                                       | [ 32 ] |
| 2 de Junho      | "Climax"            | Usher                                                       | [ 33 ] |
| 9 de Junho      | "Climax"            | Usher                                                       | [ 34 ] |
| 16 de Junho     | "Climax"            | Usher                                                       | [ 35 ] |
| 23 de Junho     | "Climax"            | Usher                                                       | [ 36 ] |
| 30 de Junho     | "Climax"            | Usher                                                       | [ 37 ] |
| 7 de Julho      | "Mercy"             | Kanye West com participação de Big Sean, Pusha T & 2 Chainz | [ 38 ] |
| 14 de Julho     | "Climax"            | Usher                                                       | [ 39 ] |
| 21 de Julho     | "Mercy"             | Kanye West com participação de Big Sean, Pusha T & 2 Chainz | [ 40 ] |
| 28 de Julho     | "Mercy"             | Kanye West com participação de Big Sean, Pusha T & 2 Chainz | [ 41 ] |
| 4 de Agosto     | "Mercy"             | Kanye West com participação de Big Sean, Pusha T & 2 Chainz | [ 42 ] |
| 11 de Agosto    | "Mercy"             | Kanye West com participação de Big Sean, Pusha T & 2 Chainz | [ 43 ] |
| 18 de Agosto    | "No Lie"            | 2 Chainz com participação de Drake                          | [ 44 ] |
| 25 de Agosto    | "No Lie"            | 2 Chainz com participação de Drake                          | [ 45 ] |
| 1 de Setembro   | "No Lie"            | 2 Chainz com participação de Drake                          | [ 46 ] |
| 8 de Setembro   | "No Lie"            | 2 Chainz com participação de Drake                          | [ 47 ] |
| 15 de Setembro  | "No Lie"            | 2 Chainz com participação de Drake                          | [ 48 ] |
| 22 de Setembro  | "Adorn"             | Miguel                                                      | [ 49 ] |
| 29 de Setembro  | "Adorn"             | Miguel                                                      | [ 50 ] |
| 6 de Outubro    | "Adorn"             | Miguel                                                      | [ 51 ] |
| 13 de Outubro   | "Adorn"             | Miguel                                                      | [ 52 ] |
| 20 de Outubro   | "Diamonds"          | Rihanna                                                     | [ 53 ] |
| 27 de Outubro   | "Diamonds"          | Rihanna                                                     | [ 54 ] |
| 3 de Novembro   | "Diamonds"          | Rihanna                                                     | [ 55 ] |
| 10 de Novembro  | "Diamonds"          | Rihanna                                                     | [ 56 ] |
| 17 de Novembro  | "Diamonds"          | Rihanna                                                     | [ 57 ] |
| 24 de Novembro  | "Diamonds"          | Rihanna                                                     | [ 58 ] |
| 1 de Dezembro   | "Diamonds"          | Rihanna                                                     | [ 59 ] |
| 8 de Dezembro   | "Diamonds"          | Rihanna                                                     | [ 60 ] |
| 15 de Dezembro  | "Diamonds"          | Rihanna                                                     | [ 61 ] |
| 22 de Dezembro  | "Diamonds"          | Rihanna                                                     | [ 62 ] |
| 29 de Dezembro  | "Diamonds"          | Rihanna                                                     | [ 63 ] |